# Pygmalion (album de Vacra)
Pour les articles homonymes, voir Pygmalion.
Singles
1. Yoga (feat. Josman)
Sortie : 7 mars 2024
2. Agent secret
Sortie : 19 avril 2024
3. Confidences (feat. PLK)
Sortie : 10 mai 2024
4. Petit chaton
Sortie : 20 septembre 2024

Pygmalion est le premier album studio du chanteur, rappeur et auteur-compositeur-interprète français Vacra sorti le 17 mai 2024.

## Liste des pistes
| 1.    | Malibo                           | A.L.V Beats, BGRZ, Narco Verra | 1:24 |
| 2.    | Moscou                           | A.L.V Beats, BGRZ, Narco Verra | 2:46 |
| 3.    | Confidences (feat. PLK)          | Sneakyyy                       | 2:08 |
| 4.    | Agent secret                     | Skimzea Beatz                  | 2:44 |
| 5.    | Hérisson                         | Narco Verra                    | 2:03 |
| 6.    | Oh My (feat. Soolking)           | Zeg P, Seezy, Manu Manu        | 3:18 |
| 7.    | Pas comme ça                     | Shiruken Music                 | 2:17 |
| 8.    | M                                | Narco Verra                    | 2:20 |
| 9.    | Yoga (feat. Josman)              | Narco Verra, Marty Bogo        | 2:57 |
| 10.   | Cadran suisse                    | Camaya, Rilcy                  | 2:01 |
| 11.   | Te Quiero                        | BGRZ                           | 2:56 |
| 12.   | Avec toi                         | A.L.V Beats                    | 2:30 |
| 13.   | Pas touché                       | Ray Da Prince                  | 2:08 |
| 14.   | Nounou                           | Seysey                         | 2:54 |
| 15.   | Les montgolfières (feat. Louane) | Tristan Salvati                | 3:21 |
| 16.   | Imina                            | Kev 117, Pbl                   | 2:36 |
| 17.   | J'aimerais lui dire              | Narco Verra, Shiruken Music    | 2:53 |
| 18.   | Petit chaton                     | Freaky Joe                     | 2:25 |
| 19.   | Paparigo                         | Narco Verra, Z3N               | 2:51 |
| 48:32 |                                  |                                |      |

## Clips vidéo
- Agent secret : 5 août 2024
- Petit chaton : 20 septembre 2024
- Oh My (feat. Soolking) : 16 janvier 2025

## Titres certifiés en France
- Confidences (feat. PLK)  Diamant[1]

## Certifications et classements

### Classements
| Classement (2024)            | Meilleure position |
| ---------------------------- | ------------------ |
| Belgique (Wallonie Ultratop) | 26                 |
| France (SNEP)                | 4                  |
| Suisse (Schweizer Hitparade) | 21                 |